# Jung Ji-ho
Jung Ji-ho (1 november 1984) is een golfprofessional uit Zuid-Korea.
In 2008 speelde Jung elf toernooien op de Japan Golf Tour, waar hij twee keer op de 18de plaats eindigde. In 2011 werd hij 5de bij het SK Telecom Open.